# Nerom
Nerom (etymologisch: Nederheim, laag gelegen woning) is een gehucht van Wolvertem, dat sedert de fusie van gemeenten in 1977 deel uitmaakt van de Belgische gemeente Meise. Het is in de twaalfde/dertiende eeuw ontstaan in de buurt van de kruising van de Patatestraat en de Neromstraat. Het hele gebied in het noorden van Wolvertem maakte toen deel uit van de "Bossen van Wolvertem". Onder invloed van de abdij van Grimbergen, dat in het nabijgelegen Nieuwenrode in de twaalfde eeuw een vrouwenklooster had, werd in de bossen een weg tussen Nieuwenrode en Wolvertem aangelegd wat uiteindelijk tot het ontstaan van het gehucht Nerom geleid heeft.
Op de Ferrariskaarten valt effectief te zien dat er eind 18de eeuw nog veel bossen waren in de omgeving. Wat nu het bosje van de Varkensputten is tussen Westrode en Nieuwenrode, was vroeger een veel groter bos dat stelselmatig ontgonnen werd. Later ontstond ten noordwesten van Nerom nog een kleiner gehuchtje, Klein-Nerom. Ten noorden van Klein-Nerom ligt Westrode, een ander gehucht dat in die mate naar het zuiden uitbreidde dat de bebouwing van Klein-Nerom tegenwoordig aanleunt bij die van Westrode.
Zie ook: Neromhof
Deelgemeenten: Meise · Wolvertem

Overige dorpen en gehuchten: Eversem · Imde · Meuzegem · Nerom · Oppem · Rossem · Sint-Brixius-Rode · Westrode

Belgische gemeenten · Arrondissement Halle-Vilvoorde · Vlaams-Brabant · Vlaanderen